# Sankt Örjans kapell
Sankt Örjans kapell är en kyrkobyggnad i stadsdelen Främby i Falun. Kapellet med tillhörande församlingsgård tillhör frikyrkoförsamlingen Fristaden, efter att denna köpt byggnaden av Falu Kristine församling.

## Historik
Kapellet och det anslutande församlingshemmet Örjansgården stod klart 1963, men redan 1917 skänkte Stora Kopparbergs Bergslags AB tomten till Stora Kopparbergs församling, som Främby hörde till fram till 1977, liksom en summa pengar att bygga ett kapell för. På andra sidan järnvägen ligger gamla Falu Vagn- och Maskinfabrik som ägdes av Stora, där LEAX och Dynamate nu håller till. Tidigare fanns ett Sankt Örjans kapell vid Falu koppargruva, från vilket namnet tagits. Sankt Örjan (Sankt Göran) är bergsmäns och gruvarbetares skyddshelgon. 
Pengarna från Stora, som fonderades i en särskild kapellfond, hade ökat från 20 000 kronor till 110 000 kronor när planerna att bygga kapellet sattes i verket. Totalkostnaden för kapellbygget blev cirka 300 000 kronor och Stora Kopparbergs församling stod då för mellanskillnaden. En av de som drev på byggandet var diakonen Ingrid Andersson som pekade på behovet av ett kapell i Främby. 
Arkitekt till kapellet var Birger Enstedt, som även var byggnadschef och ledamot av byggnadskommittén. Kapellet invigdes av biskop Sven Silén på annandag pingst 1963 och till kyrkkallelse hade man bandat klockklang från Stora Kopparbergs kyrka, vilken man sände ut via högtalare. Inte förrän 1973 fick kapellet en egen klockstapel med en elstyrd klocka. På södersidan av stapeln finns texten "Herren, vår salighets gud, må vi prisa och tjäna".
I maj 2010 köpte frikyrkoförsamlingen Fristaden huset.

## Kyrkobyggnaden
Kapellet är uppfört i tegel med skiffertak och församlingshemmet har träpanel (tidigare vitputsad fasad) och plåttak. Mellan dessa finns skjutbara väggar, vilket gör att man kan göra kapellet isolerat eller öppet efter behov. Totalt finns plats för cirka 200 kyrkobesökare. Korgaveln har tre sidor och över altaret sitter ett kors av ekträ, vilket bekostades av en insamling som söndagsskolans barn hade genomfört. Tuppen på kapellets tak har skänkts av en pensionärsgrupp och inne i kapellet finns andra gåvor av bland andra arbetskretsen och Stora kopparbergs diakonikrets. Korfönstren är rektangulära och glaset är matt antikglas. Orgeln har tidigare stått i stadens gamla missionskyrka.

## Bilder

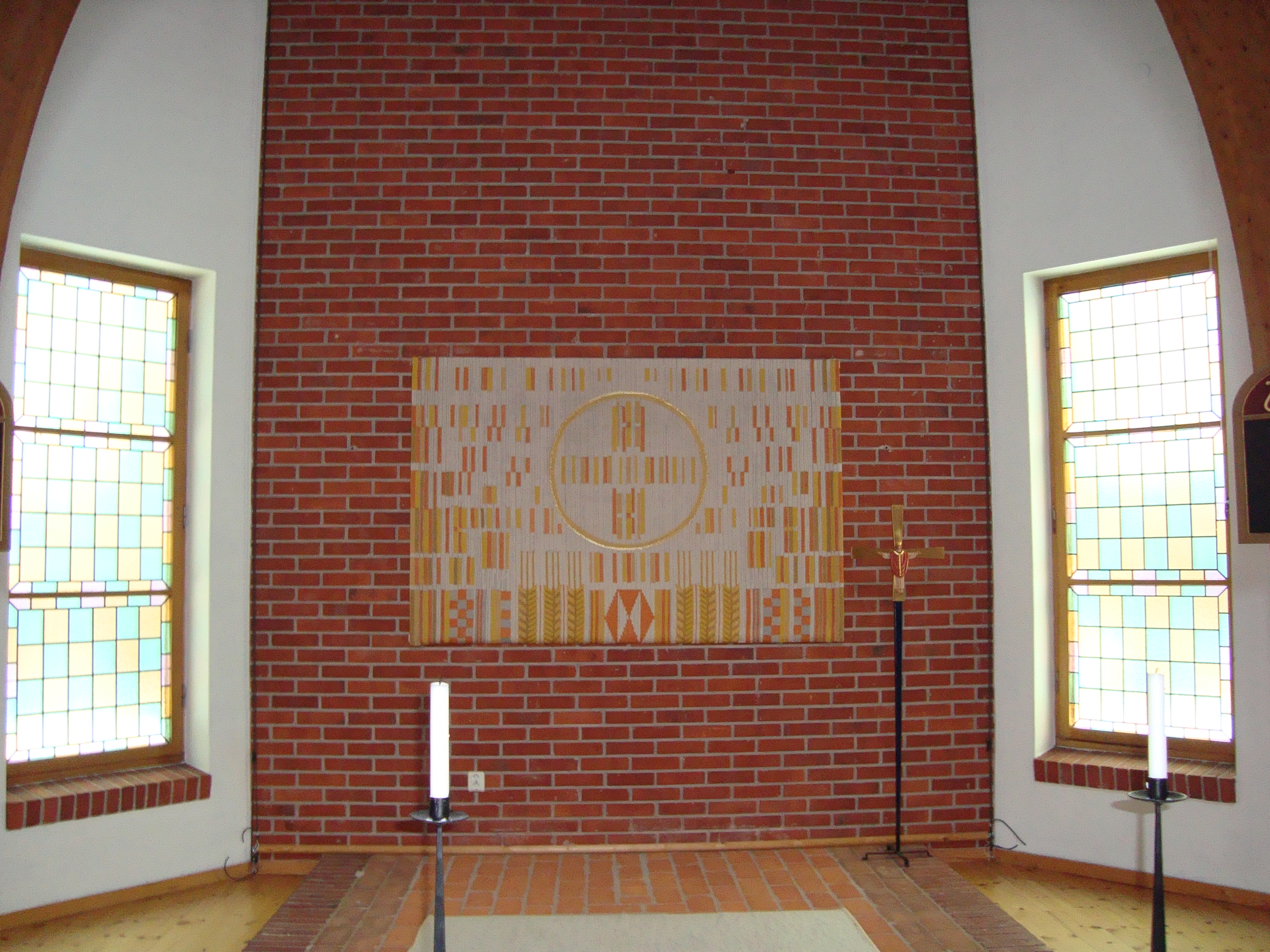
Koret
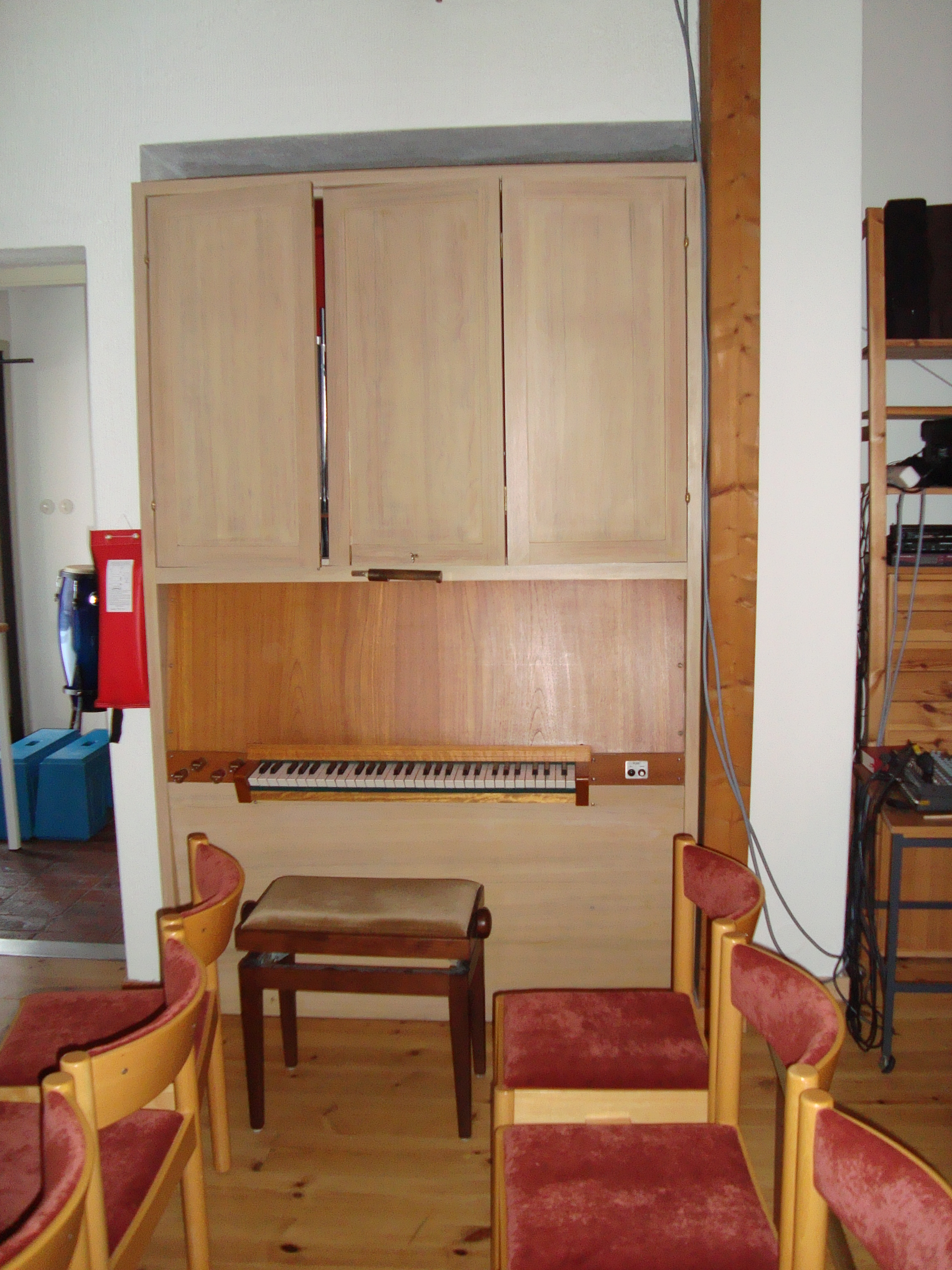
Orgeln
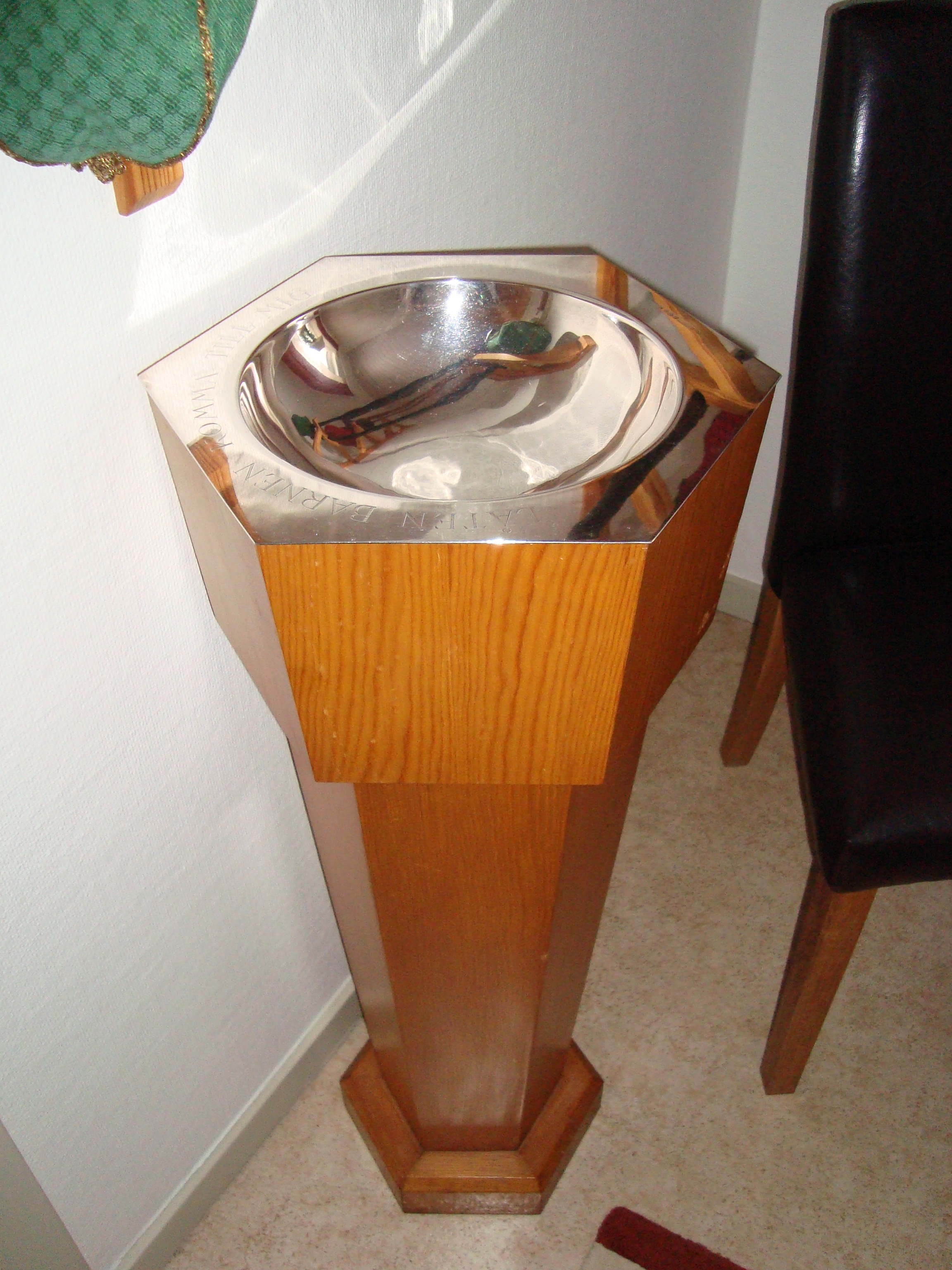
Dopfunten